# Coordenação das Organizações Indígenas da Amazônia Brasileira
Die Coordenação das Organizações Indígenas da Amazônia Brasileira (COIAB, dt.: Koordination der Indigenen-Organisationen in Brasilianischen Amazonien, en.: Coordination of the Indigenous Organizations of the Brazilian Amazon) ist eine Dachorganisation für verschiedene Gruppen der Indigenen Bevölkerung Brasiliens des Amazonasbeckens. Die Organisation wurde im April 1989 bei einem Treffen der Anführer indigener Gruppierungen gegründet und vertritt 75 Organisationen aus allen neun Bundesstaaten des brasilianischen Amazonasgebiets. Sie hat ihren Sitz in Manaus und representiert ca. 860.000 Indigene aus 180 verschiedenen Völkern auf einer FLäche von ca. 110 Mio. Hektar des Amazonasgebietes. Die Organisation kämpft für die Grundrechte auf Land, Gesundheit, Bildung und für interkulturelle Verständigung. COIAB ist Mitglied der übergeordneten Organisation Coordinadora de las Organizaciones Indígenas de la Cuenca Amazónica (Coordenação das Organizações Indígenas da Bacia Amazônica, COICA).
Toya Manchineri ist der Koordinator (coordenador geral).

## Geschichte
Die Coiab wurde am 19. April 1989 gegründet und ist die größte regionale indigene Organisation in Brasilien. Sie entstand auf Initiative von Anführern damals bestehender indigener Organisationen und als Ergebnis des politischen Kampfes der indigenen Völker um die Anerkennung und Ausübung ihrer Rechte vor dem Hintergrund sozialer und politischer Transformationen, die sich in Brasilien nach der Bundesverfassung von 1988 vollzogen. Die Mission von Coiab besteht in der Verteidigung der Rechte indigener Völker auf Land, Gesundheit, Bildung, Kultur und Nachhaltigkeit unter Berücksichtigung der Vielfalt der Völker und mit dem Ziel ihrer Autonomie durch politische Artikulation und Stärkung indigener Organisationen.

## Vernetzung
Coiab ist in neun Bundesstaaten des brasilianischen Amazonasgebiets (Acre, Amapá, Amazonas, Maranhão, Mato Grosso, Pará, Rondônia, Roraima und Tocantins) tätig und in ein Netzwerk eingebunden, das aus lokalen Vereinen, regionalen Föderationen, Frauenorganisationen, Lehrern und indigenen Schülern besteht und in 64 Basisregionen unterteilt ist.
Coiab integriert außerdem andere Netzwerke indigener Organisationen auf nationaler und internationaler Ebene. Es bildet die Grundlage der Articulação dos Povos Indígenas do Brasil (Sprachrohr indigener Völker Brasiliens, Apib), eines Zusammenschlusses und nationalen Bezugspunktes der indigenen Bewegung in Brasilien. Das 2005 beim Acampamento Terra Livre (ATL) in Brasília gegründete APIB versucht, gemeinsam mit indigenen Organisationen aus verschiedenen Regionen des Landes die politische Artikulation und Organisation der Bewegung zu vereinheitlichen, um für die Gewährleistung der Rechte und der öffentlichen Ordnung der indigenen Völker zu kämpfen. Es ist zudem mit der Coordenação das Organizações Indígenas da Bacia Amazônica (Koordinierung indigener Organisationen des Amazonasbeckens, Coica) verbunden, einer der größten indigenen Organisationen weltweit. Das 1984 in der peruanischen Stadt Lima gegründete Coica versucht, indigene Völker und Organisationen aus den neun Ländern des Amazonasbeckens dabei zu unterstützen, ihre Kräfte zur Förderung, zum Schutz und zur Sicherheit indigener Gebiete zu bündeln, indem sie ihre Lebensweisen, Prinzipien und spirituellen und kulturellen Werte verteidigen.

## Indigene Gebiete und Bevölkerung
Das brasilianische Amazonasgebiet umfasst etwa 5,2 mio. km², was 61 % des Staatsgebiets entspricht. Die meisten indigenen Gebiete konzentrieren sich in dieser Region. Auf rund 110 Mio. ha leben 60 % der indigenen Bevölkerung des Landes, schätzungsweise 440.000 Menschen, die mehr als 160 verschiedene Sprachen sprechen.
Mindestens 180 verschiedene indigene Völker leben in diesem riesigen Gebiet, zusätzlich zu den als „isoliert“ geltenden Gruppen. Im gesamten Amazonasgebiet gibt es rund 114 Gruppen, die sich für ein freies und autonomes Leben ohne Kontakt zur umgebenden Gesellschaft entschieden haben.
Der größte Tropenwald der Erde und die Heimat der Indigenen sind jedoch zunehmend durch Abholzung und die Gier von Holzfällern, Bergleuten, Viehzüchtern und Agrarinvestoren bedroht. Viele Regionen sind schwer zugänglich, und die Politik erreicht die entlegensten Bevölkerungsgruppen kaum.
Coiab entstand in diesem Kontext mit dem Ziel, für die Rechte der indigenen Völker zu kämpfen, damit die Kulturen, Völker und Territorien respektiert werden. Professor Gersem Baniwa sagte: „Für uns, die indigenen Völker Amazoniens, ist der Wald unsere Wiege der Herkunft und Zivilisation und unsere Existenzgrundlage – physisch, kulturell und spirituell. Der Amazonas war schon immer unsere angestammte und heutige Heimat.“

## Organisationsstruktur
Coiab hat seinen Hauptsitz in Manaus, der Hauptstadt des Bundesstaates Amazonas. Der private, gemeinnützige Verein ist parteiunabhängig und kennt keine Unterschiede hinsichtlich Glaubensbekenntnis, Volkszugehörigkeit, Klasse, sexueller Orientierung oder Geschlecht. Seine Satzung regelt die Organisation. Das höchste Entscheidungsgremium ist die Generalversammlung, die Vertreter der 64 Coiab-Basisregionen in den neun Bundesstaaten des brasilianischen Amazonasgebiets zusammenbringt.
Bei den alle vier Jahre stattfindenden Coiab-Versammlungen werden die Kampfstrategien der indigenen Bewegung des Amazonasgebiets diskutiert, die Arbeit ausgewertet und über die Zusammensetzung der Exekutivgremien sowie der Finanz- und Beratungsgremien beraten.

## Gemeinsame Verwaltung
Am 30. August 2017 übernahm Nara Baré als erste Frau die Leitung der Coordenação das Organizações Indígenas da Amazônia Brasileira.
Die Wahl fand im Rahmen der XI. Generalversammlung von Coiab statt, die im Hauptquartier des Dorfes Tembé Tenetehar im Indigenen-Gebiet Alto Rio Guamá in der Stadt Santa Luzia do Pará (PA) abgehalten wurde und rund 600 indigene Anführer aus dem gesamten brasilianischen Amazonasgebiet zusammenbrachte.
Während der Amtszeit von Nara wurde zum ersten Mal in der Geschichte von Coiab eine paritätische Aufteilung der Führungsspitze erreicht: zwei Männer und zwei Frauen in der Exekutivkoordination.